# Eunidia annulicornis
Eunidia annulicornis är en skalbaggsart som beskrevs av Stefan von Breuning 1953. Eunidia annulicornis ingår i släktet Eunidia och familjen långhorningar.
Artens utbredningsområde är Zimbabwe. Inga underarter finns listade i Catalogue of Life.